# Pont sur la Loue de Mouthier-Haute-Pierre
Le pont sur la Loue est un pont situé sur la commune de Mouthier-Haute-Pierre dans le département du Doubs en France.

## Localisation
Le pont est situé dans la partie basse du village sur l'ancien chemin qui reliait Mouthier-Haute-Pierre à Longeville et Renédale. Il permet, en venant de Mouthier-Haute-Pierre, de passer de la rive droite à la rive gauche de la Loue. À proximité, des moulins se sont installés au XVIIIe siècle, faisant tourner des tannerie, huilerie, scierie ; quelques vestiges subsistent.

## Historique
Le pont est construit en pierre calcaire au XVIe siècle. Il est inventorié dans la base Mérimée depuis le 19 mars 1943.

## Description
Les dimensions du pont sont de cinq mètres de large et trente mètres de long. Il est constitué de trois arches en anse de panier de 6,55 m - 8.50 m - 6.10 m de large respectivement formant un dos d'âne. Les piles sont équipées d'avant-becs en forme de proue coté amont.

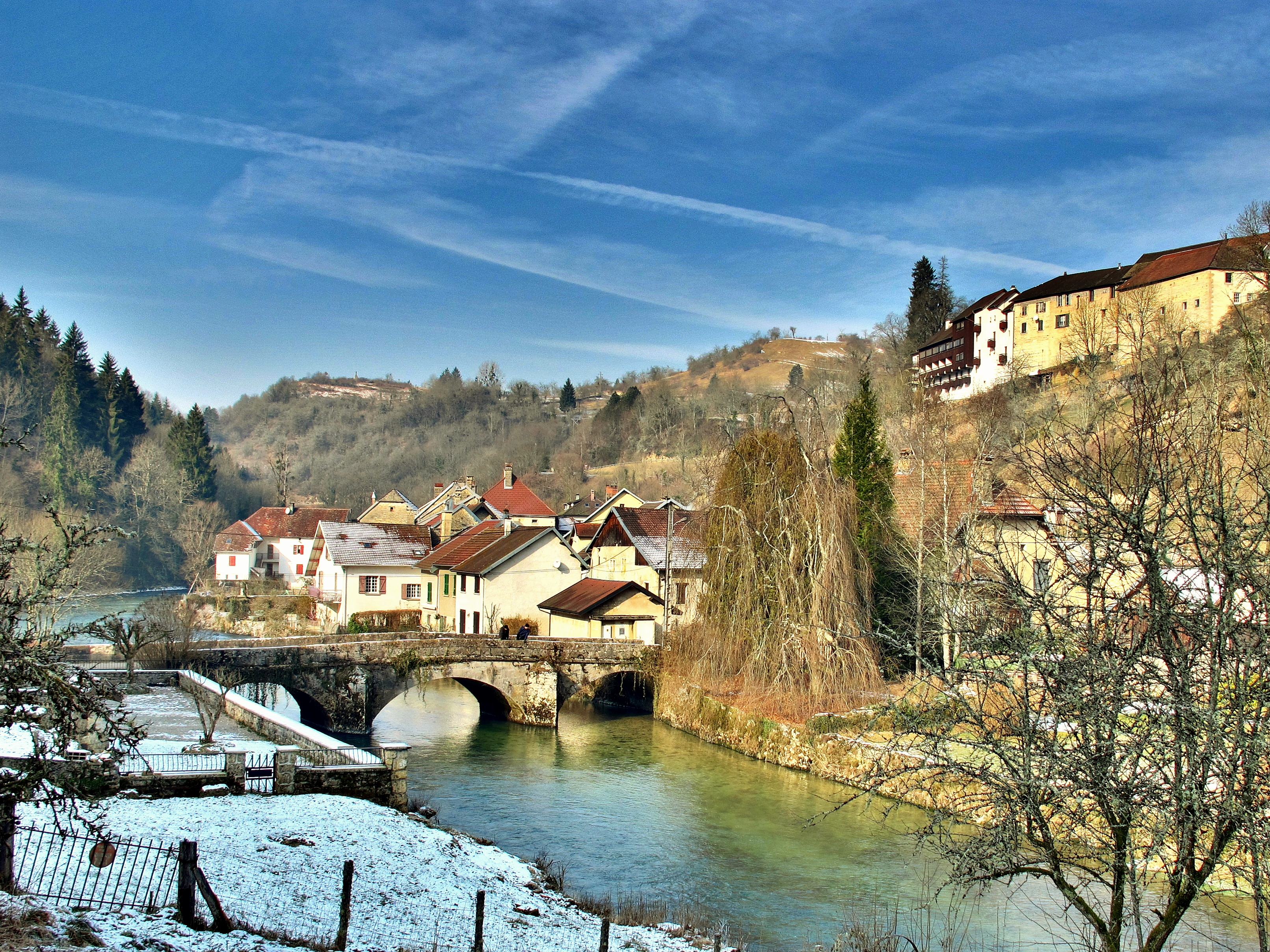
Le vieux pont sur la Loue (vue amont).